# 索菲亞州
索菲亞州（羅馬化：Sofiyska oblast）是保加利亞的一個州，位於該國西部，西北與塞爾維亞接壤。面積7,059平方公里，2006年人口262,032人。首府設於隔鄰的首都索菲亞市內。下分22个市镇。